# Niltonia virgilii
Niltonia virgilii är en biart som beskrevs av Jesus Santiago Moure 1964. Niltonia virgilii ingår i släktet Niltonia och familjen korttungebin. Inga underarter finns listade i Catalogue of Life.